# Veinge landskommun
Veinge landskommun var en tidigare kommun i Hallands län. 

## Administrativ historik
Landskommunen inrättades i Veinge socken i Höks härad i Halland när 1862 års kommunalförordningar trädde i kraft 1863. 
Vid kommunreformen 1952 bildade den storkommun genom sammanläggning med Tjärby landskommun.
Sedan 1974 tillhör området Laholms kommun.
Kommunkoden 1952-1970 var 1307

### Kyrklig tillhörighet
I kyrkligt hänseende tillhörde kommunen Veinge församling. Den 1 januari 1952 tillkom Tjärby församling. Dessa två församlingar lades år 1998 samman till Veinge-Tjärby församling med motsvarande område.

## Geografi
Veinge landskommun omfattade den 1 januari 1952 en areal av 213,94 km², varav 211,50 km² land.

### Tätorter i kommunen 1960
| Tätort  | Folkmängd |
| ------- | --------- |
| Veinge  | 532       |
| Genevad | 439       |

Tätortsgraden i kommunen var den 1 november 1960 30,2 procent.

## Politik

### Mandatfördelning i valen 1938-1970
| 7 | 3 | 15 |

| 23 |

| 6 | 2 | 17 |

| 23 |

| 7 | 17 |  |

| 23 |

| 14 | 16 | 2 | 3 |

| 32 |

| 14 | 4 | 14 | 3 |

| 30 | 5 |

| 12 | 3 | 14 | 2 | 4 |

| 30 | 5 |

| 13 | 16 | 2 | 4 |

| 31 |

| 12 | 16 | 3 | 4 |

| 30 | 5 |

| 11 | 19 | 2 | 3 |

| 29 | 6 |